# Karel Bílek (fotbalista)
Karel Bílek (* 4. července 1927) je bývalý český fotbalista, záložník. Po skončení aktivní kariéry působil jako trenér.

## Fotbalová kariéra
V československé lize hrál za Spartak Ústí nad Labem. Nastoupil ve 23 ligových utkáních a dal 2 ligové góly.

## Ligová bilance
| Ročník                                   | Zápasy | Góly | Klub                   |
| ---------------------------------------- | ------ | ---- | ---------------------- |
| 1. československá fotbalová liga 1958/59 | 23     | 2    | Spartak Ústí nad Labem |
| CELKEM 1. liga                           | 23     | 2    |                        |

## Trenérská kariéra
V československé lize trénoval v letech 1977–1979 Sklo Union Teplice.